# Justicia cystolithosa
Justicia cystolithosa är en akantusväxtart som beskrevs av Emery Clarence Leonard. Justicia cystolithosa ingår i släktet Justicia och familjen akantusväxter. Inga underarter finns listade i Catalogue of Life.